# 徐华强
徐华强（1964年1月—），中国科学院上海药物研究所药物靶标结构与功能中心主任，主要負責研究G蛋白偶联受体結構。

## 生平
徐华强生于福建省德化县的一个归国华侨家庭。上大學前在福建學習。1985年，徐华强在清华大学工程物理系获得学士学位，1988年在清华大学生物科学与技术系获得硕士学位。後來獲得杜克大学植物遗传系博士學位。後來徐华强先前往麻省理工学院跟随卡尔·帕博教授做科研以及博士后研究工作。1996年加入葛兰素史克，後來成為該公司的高级资深研究员。2002年，徐华强離開葛兰素史克並在美国密歇根州的Van Andel研究所建立自己的实验室。
2002年，徐华强在日内瓦的一场国际会议上结识了来自上海药物所从事药物设计工作的蒋华良研究员。2008年，蒋华良联系徐华强，希望他能帮助药物所建立起靶标中心。2009年，上海药物所与Van Andel签订合作协议，共建联合实验室。2010年，徐华强創建上海药物所药物靶标结构与功能中心。2013年，徐华强开始筹建中国科学院受体结构与功能重点实验室。2019年，徐华强全职回国加入上海药物所。2021年獲得谈家桢生命科学奖。2022年獲得吴阶平-保罗·杨森医学药学奖。以及2022年度上海市白玉兰荣誉奖。